# Dialectalisme actiu

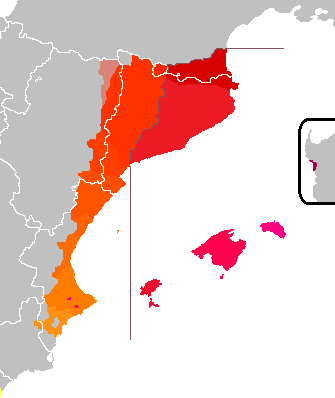
Domini lingüístic del català.

Un dialectalisme actiu és un tret que no existia en un dialecte en el moment de la seva formació a partir de l'expansió territorial d'un altre dialecte. En són un exemple els trets del català mallorquí apareguts en aquest dialecte després de la seva formació a partir del català central, en el qual no han existit mai, com ara la sèrie de consonants oclusives palatals d'una part del mallorquí.